# Apabhramsha
Apabhramsha (sanskrit, IAST : apabhraṃśa, dévanagari : अपभ्रंश, prakrit : avahansa) est un mot utilisé par les linguistes pour désigner les dialectes usités entre le VIe et le XIIIe siècle dans le nord de l'Inde . Des bouddhistes et des jaïns ont utilisé ces langues à l'écrit.